# کریس ویلیک
کریس ویلیک (انگلیسی: Chris Willock؛ زادهٔ ۳۱ ژانویهٔ ۱۹۹۸ آوریل ۲۰۱۶) بازیکن فوتبال اهل بریتانیا است.
از باشگاه‌هایی که در آن بازی کرده‌است می‌توان به باشگاه فوتبال آرسنال و باشگاه فوتبال بنفیکا اشاره کرد.
وی همچنین در تیم‌های ملی فوتبال زیر ۱۶، ۱۷، ۱۸، ۱۹ و ۲۰ سال انگلستان بازی کرده‌است.